# Alexis Carl Ernst van Bentheim-Steinfurt

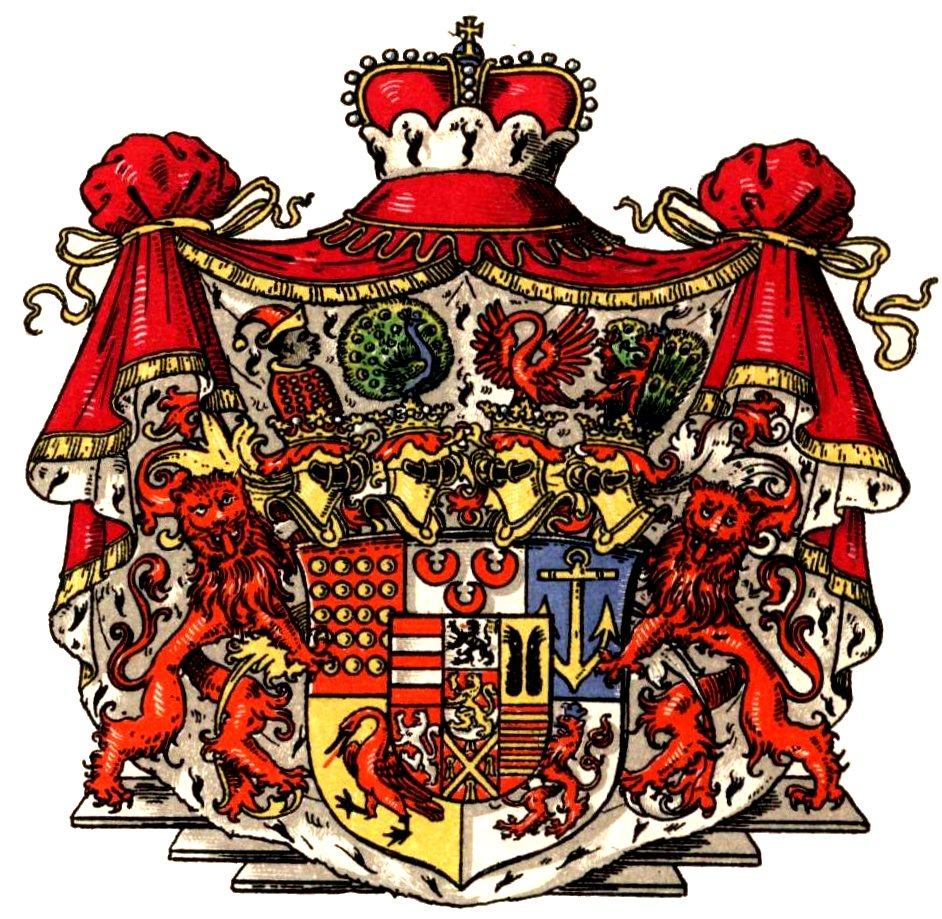
Wapen van Bentheim und Steinfurt.

Alexis Carl Ernst Lodewijk Ferdinand Eugenius Bernhard van Bentheim-Steinfurt (Burgsteinfurt, 17 november 1845 - aldaar, 21 januari 1919) was een prins van Bentheim en Steinfurt.
Hij was het vierde kind en de oudste zoon van Lodewijk van Bentheim-Steinfurt en Bertha van Hessen-Philippsthal-Barchfeld. Hij studeerde aan de Universiteit van Bonn en trad vervolgens in militaire dienst. Hij zou een voornamelijk militaire loopbaan hebben. In 1890 volgde hij zijn overleden vader op als hoofd van het Huis Bentheim-Steinfurt.
Hij trad 7 mei 1881 in het huwelijk met Pauline van Waldeck-Pyrmont, een dochter van George Victor van Waldeck-Pyrmont en Helena van Nassau en een oudere zuster van de Nederlandse koningin Emma. De Bentheims waren dus de oom en tante van de Nederlandse koningin Wilhelmina. Wilhelmina en haar moeder stonden in regelmatig contact met deze familie.
Ook waren beiden afstammelingen van Willem van Oranje. Alexis was een afstammeling van Justinus van Nassau, de onwettige zoon van Willem van Oranje. Een kleindochter van Justinus van Nassau genaamd Anna van Nassau 1638-1721 trouwde met Willem Adriaan van Horne. Hun dochter Isabelle Justine van Horne was gehuwd met Ernst graaf van Bentheim-Steinfurt (1661-1713) en was daarmee een stammoeder van het vorstenhuis van Bentheim-Steinfurt. 
Alexis en Pauline kregen de volgende kinderen:
- Everwin zu Bentheim und Steinfurt (Potsdam, 10 april 1882-München, 31 juli 1949).
- Viktor Adolf zu Bentheim und Steinfurt (18 juli 1883-4 juni 1961) vorst van Bentheim en Steinfurt.
- Karl Georg zu Bentheim und Steinfurt (10 december 1884-14 februari 1951)
- Elisabeth zu Bentheim und Steinfurt (12 augustus 1886-8 mei 1959)
- Viktoria zu Bentheim und Steinfurt (18 augustus 1887-30 januari 1961)
- Emma zu Bentheim und Steinfurt (19 februari 1889-25 april 1905)
- Alexis Rainer zu Bentheim und Steinfurt (16 december 1891-30 juni 1923)
- Friedich George zu Bentheim und Steinfurt (27 mei 1894-1981)